# Moorends
Moorends is een plaats in het bestuurlijke gebied Doncaster, in het Engelse graafschap South Yorkshire. De plaats hoort bij civil parish Thorne.